# Emil Fischer (fotograf)
Emil Fischer (n. 1873, Bulgaria – d. 9 mai 1965, Sibiu, România) a fost un fotograf român de origine germano-bulgară. Fischer și-a făcut ucenicia la București și Brașov, după care a cumpărat atelierul deținut de Kamilla Asbóth din Sibiu, unde s-a și stabilit. Acest atelier, aflat pe str. Piața Mare nr. 16 din Sibiu, a fost preluat de către Asbóth de la Theodor Glatz. Aici, Fischer și-a desfășurat activitatea până în anul 1900, moment în care s-a mutat într-o nouă locație, pe strada Nicolae Bălcescu nr. 1-3. Folosit și ca sediu, în noul atelier a lucrat până în anul 1959 când s-a pensionat.
În 1905, Emil Fischer a primit titlul de fotograf al Curții Regale a României („Hoffotograf”). În acest an, Fischer a făcut primele fotografii ale tuturor președinților ASTREI din Sibiu. A realizat o mulțime de fotografii cu Sibiul. El era renumit pentru portrete, cărți poștale, vedute și pentru fotografiile pe care le-a făcut în munții și centrele istorice medievale ale Transilvaniei, precum și cele în care a imortalizat vechea arhitectură din Ardeal. În decembrie 1920, Emil Fischer a primit titlul de fotograf al Curții Regale,  titlu oferit de Regele Ferdinand I.
Emil Fischer a fost înmormântat în Cimitirul Municipal din Sibiu.

## 1938 --Albumul Românofir SAR(foto 1928)
Fotograful Curții Regale a României, Emil Fischer, a realizat în anul 1928, la doi ani după ce postăvăria „Talma” a sașilor din Cisnădie, a fost preluată de familia Mez, o serie de fotografii ale investiției făcute de către corporația germană. Toate fotografiile au fost legate într-un album în anul 1938, după ce fabrica a fost cumpărată de J & P Coats Ltd din Scoția în 1935, care a fost publicat în același an și a purtat numele de Albumul Românofir SAR. Fratele lui Emil Fischer, Joseph Fischer, care a fost și el fotograf, a vândut întreaga colecție de fotografii Muzeului Brukenthal din Sibiu, în anul 1980.

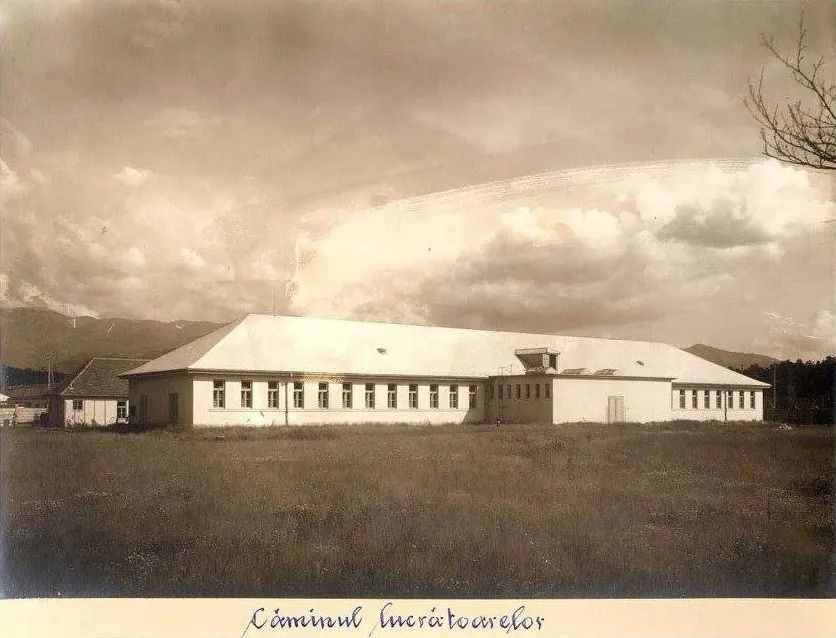
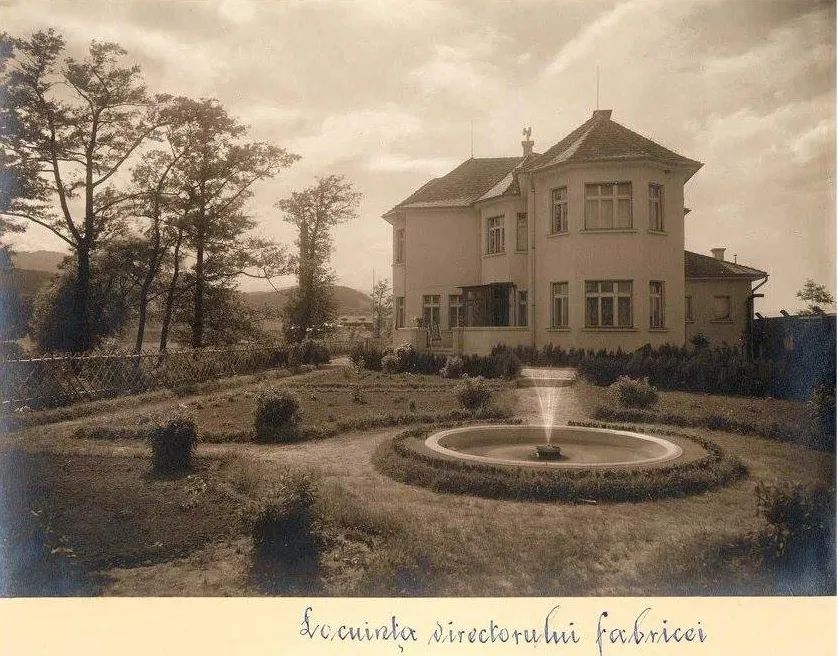
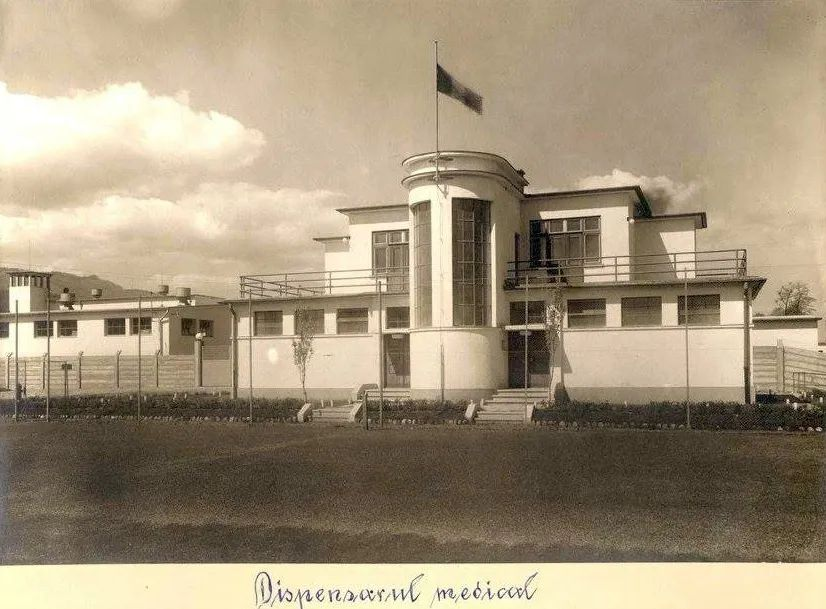
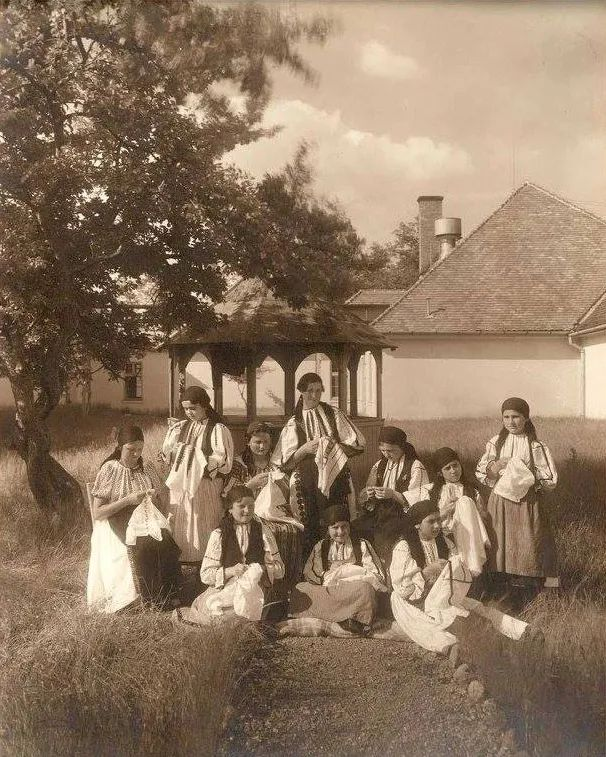